# Gauchos de l'UC Santa Barbara
Les Gauchos de l'UC Santa Barbara (en anglais : UC Santa Barbara Gauchos) sont un club omnisports universitaire de l'Université de Californie à Santa Barbara. Les équipes des Gauchos participent aux compétitions universitaires organisées par la National Collegiate Athletic Association. UC Santa Barbara fait partie de la Big West Conference à l'exception des sections water-polo et volley-ball masculin, qui participent aux compétitions de la Mountain Pacific Sports Federation.
Le surnom de Gauchos a été adopté en 1934.

## Palmarès
- Champion NCAA de soccer en 2006